# Raffadali
Raffadali – miejscowość i gmina we Włoszech, w regionie Sycylia, w prowincji Agrigento.
Według danych na styczeń 2010 gminę zamieszkiwało 12 949 osób przy gęstości zaludnienia 583,6 os./1 km².